# 陳澤憲
陳澤憲（1954年7月—），男，福建古田人，中国法学家，中國法學會理事、中國社會科學院國際法研究中心主任、中國社會科學院人權研究中心副主任、中國社會科學院研究生院教授，博士生导师。中国社会科学院国际法研究所所长，中国社会科学院刑事法学重点学科负责人、研究员，最高人民檢察院法律政策研究室顧問、专家咨询委员会委员，中国法学会刑法学研究会副会长，北京市法學會副會長、顾问。

## 生平
1982年畢業於西南政法大學法律系，從事科研工作。
1987年8月至1988年8月作為中美法律教育交流委員會（CLEEC）項目訪問學者在美國加利福尼亞大學伯克利法學院研修。
1994年至1997年應邀作為全國人大常委會法工委刑法修改小組成員參加刑法修訂起草工作。
1999年9月至2000年9月兼任北京市西城區人民檢察院副檢察長。
2000年9月至2001年9月作為國家公派的富布賴特（Fulbright）高级研究學者在美國哥倫比亞大學法學院和耶魯大學法學院從事學術研究。

## 著作
- 《公民权利与政治权利国际公约的批准与实施》
- 《死刑案件的辩护》
- 《犯罪定义与刑事法治》
- 《CONTEMPORARY CHINESE LAW》
- 《刑事法治之求索》
- 《經濟刑法新論》
- 《新刑法單位犯罪的認定與處罰》
- 《毒品犯罪及對策》
- 《刑法概論》